# Пенцинг
Пенцинг (на немски: Penzing) е четиринадесетият окръг на Виена. Населението му е 93 021 жители (по приблизителна оценка от януари 2019 г.).

## Подразделения
- Баумгартен
- Брайтензе
- Пенцинг
- Хадерсдорф-Вайдлингау
- Хютелдорф